# João Carlos de Oliveira
João Carlos de Oliveira (Pindamonhangaba, Brazil, 28. svibnja 1954. – São Paulo, Brazil, 29. svibnja 1999.) je pokojni brazilski atletičar koji se natjecao u troskoku i skoku u dalj.
Tijekom svoje uspješne karijere osvojio je dvije bronce na Olimpijadama u Montréalu i Moskvi u troskoku. Također, bio je panamerički prvak u troskoku i skoku u dalj. Smatra se da je na Olimpijadi u Moskvi bio žrtva sovjetske sudačke urote jer su četiri od njegova šest skoka bili proglašeni nevažećim, odnosno, da su izvedeni nepravilno. Nažalost, njegova karijera je prekinuta 1981. kada je u dobi od 27 godina imao prometnu nesreću pri čemu mu je amputirana noga.
Na nacionalnim izborima bio je izabran za parlamenentarnog zamjenika a tu dužnost vršio je od 1986. do 1994. Međutim, nakon neuspjeha da osvoji i treći mandat te uz poslovne poteškoće, de Oliveira se odao alkoholizmu unatoč maloj mirovini.
Preminuo je 1999. zbog ciroze jetre i generalizirane infekcije.
Njemu u čast, brazilska pošta je 2014. godine izdala poštansku marku s njegovim likom. Tom markom slavi se 41 godina od rekorda kojeg je postavio na Panameričkim igrama u Mexico Cityju.

## Vanjske poveznice
- de Oliveirin profil na Sports-reference.com  Arhivirana inačica izvorne stranice od 17. travnja 2020. (Wayback Machine)